# ويتا عملاقة
ويتا عملاقة (بالإنجليزية: Giant weta)‏ هي حشرة تنتمي لرتبة مستقيمات الأجنحة و تعتبر الحشرة الأكثر وزنا في العالم فيزيد وزنها عن ال 70 غرام وطولها 17 سنتيمتر تنتشر هذه الحشرة في أحد جزر نيوزيلاندا على جزيرة ليتل بارير (بالإنجليزية: Little Barrier Islkmmmand)‏ .
تعتبر حشرة الويتا الضخمة إحدى أنواع الحشرات المهددة بالانقراض، و تتغذى على الحشرات الأخرى الصغيرة وبعض أنواع الفاكهة ولكن غذائها المفضل هو الجزر.
يعود السبب وراء الحجم الضخم لهذه الحشرة هو
العيش على جزيرة منعزلة بعيدة عن الأراضي الأخرى حيث يقل عدد الحيوانات المفترسة بشكل كبير.
يذكر أن هناك أكثر من 70 نوع من حشرة الويتا تعيش في نيوزيلاندا ولكنها ليست بضخامة الويتا العملاقة .